# Tesselseplein
Het Tesselseplein in Den Haag is het centrale plein van de wijk Duindorp.
Het plein werd in 1921 aangelegd en heette eerst Tesselplein, later Tesselscheplein en nu Tesselseplein. De Tesselsestraat loopt van het plein naar de Nieboerweg, waar zich de Pniëlkerk bevond, die in 2009 is gesloten en in 2019 is gesloopt.
In 2008 werd het plein opnieuw ingericht als verblijfs- en winkelgebied. De bestrating werd vernieuwd, de haltes van de bus verplaatst en voldoende parkeerplekken werden aangelegd. Er is een grote supermarkt gekomen en om het plein zijn veel winkels. Boven de winkels zijn appartementen. Er is ook een kinderopvang en een huisartsenpraktijk. Het plein wordt doorsneden door de Pluvierstraat  waarlangs buslijn 22 komt. Tot 15 december 2002 had buslijn 23 zijn standplaats op het plein.

## Monument
Midden op het plein staat een monument van de Tweede Wereldoorlog, dat herinnert aan de bezetting, de evacuatie (1943-1944) en de terugkeer na 1946. Op een utiliteitsgebouw zijn drie beeldhouwwerken aangebracht.

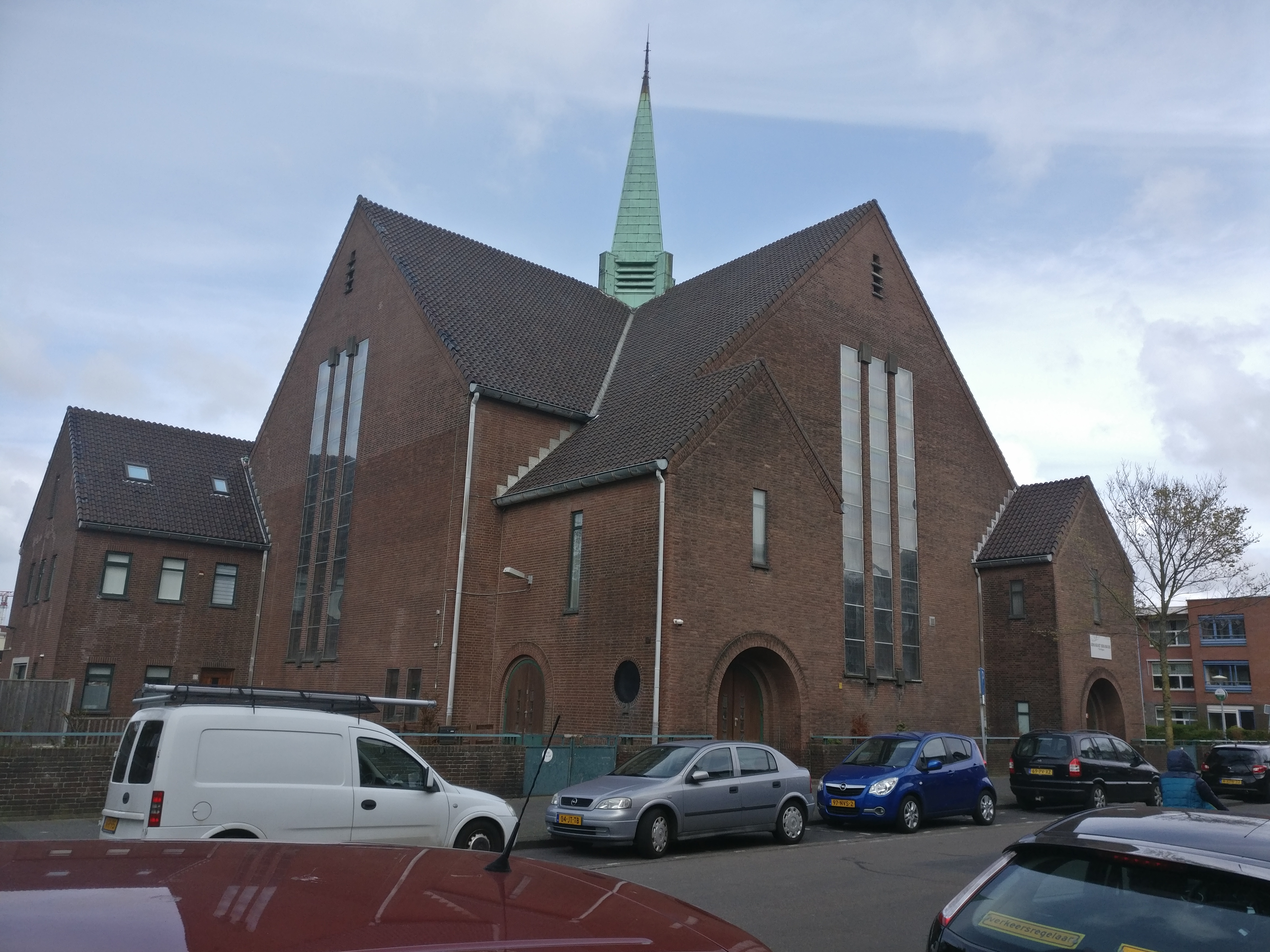
De gesloopte Pniëlkerk
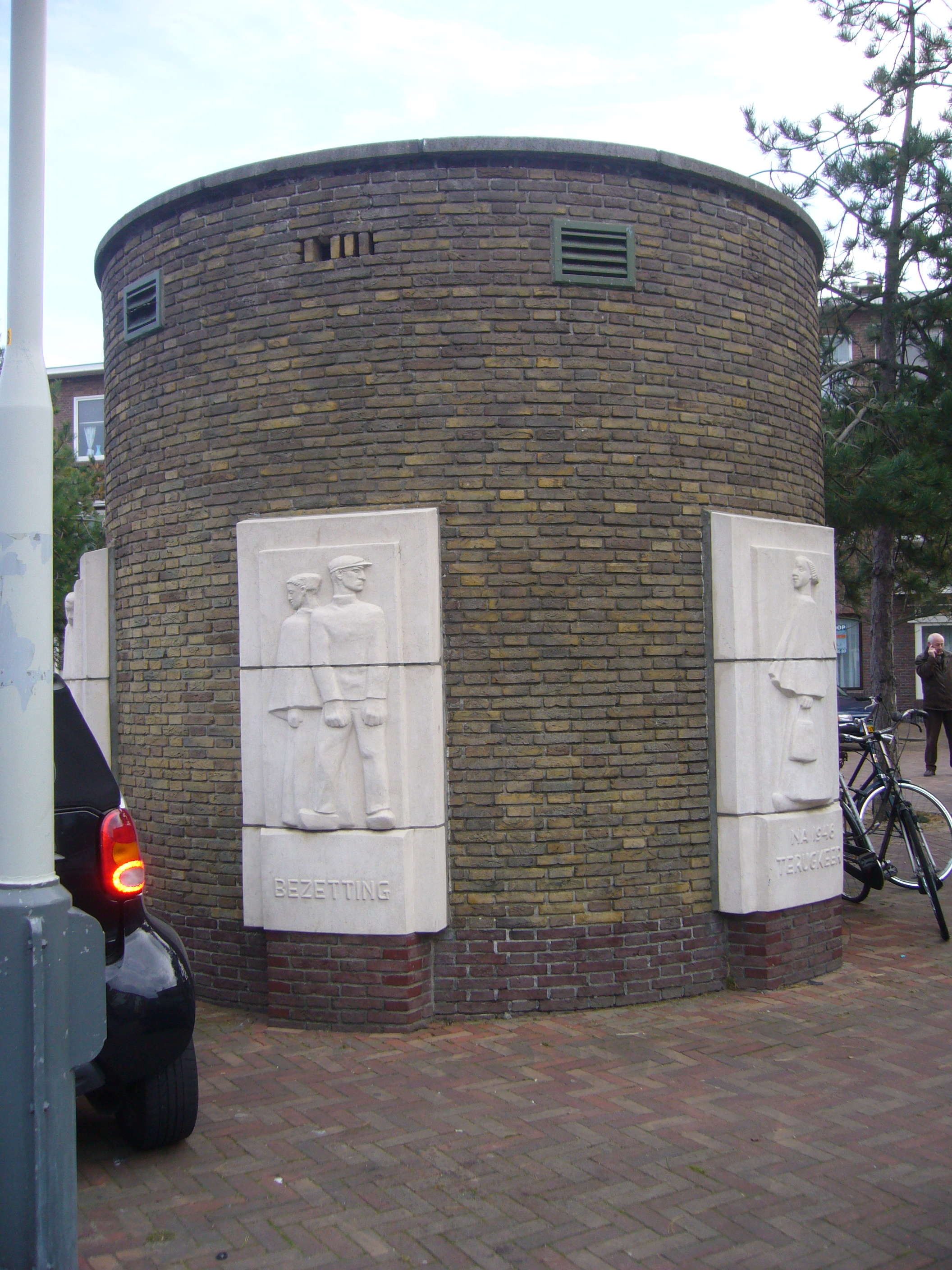
Monument Tweede Wereldoorlog
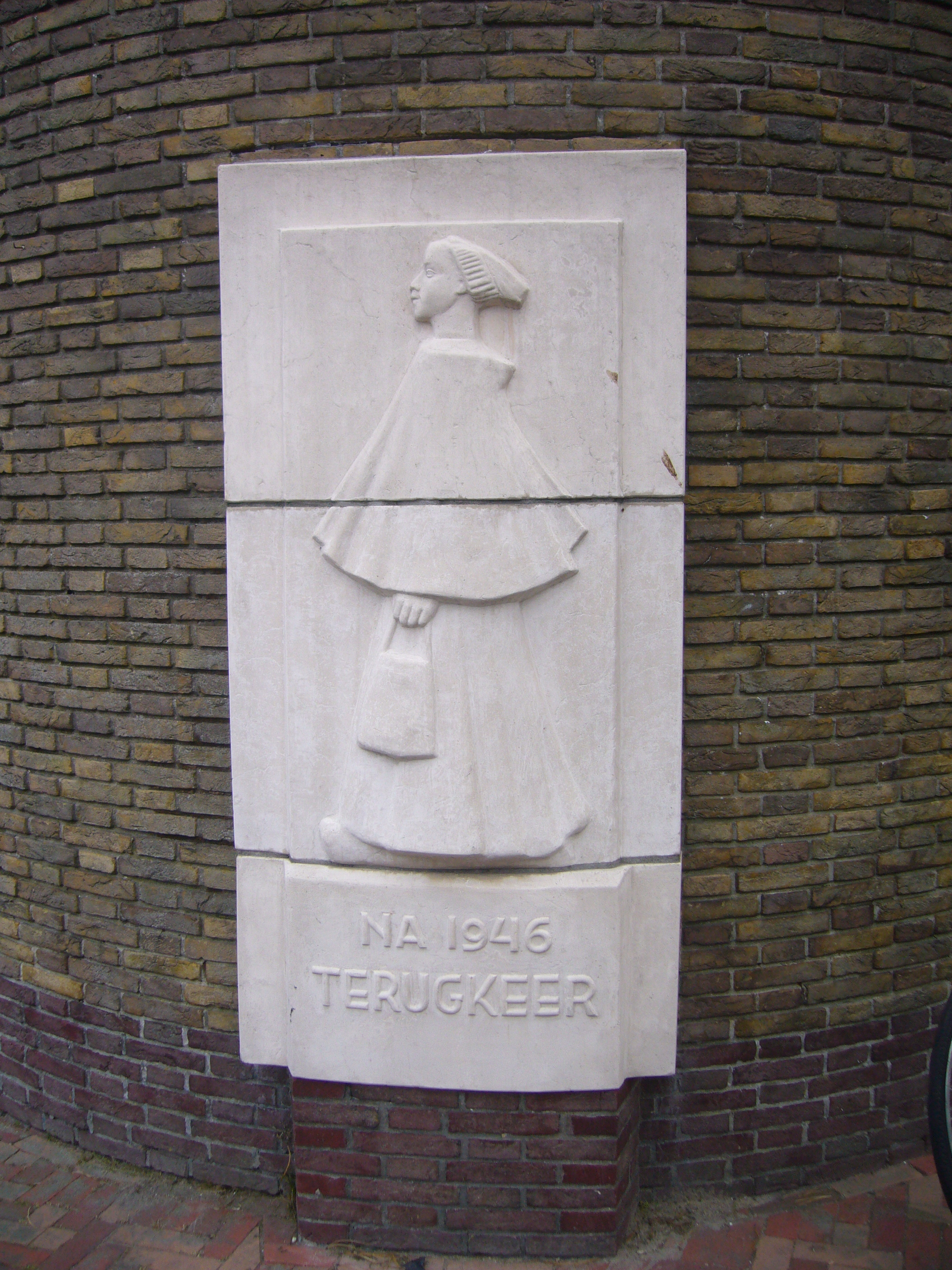
Na 1946 Terugkeer